# Анако
Анако (исп. Anaco) — город венесуэльского штата Ансоатеги. Город находится вблизи месторождения природного газа и живёт прежде всего за счёт государственной нефтегазовой компании PDVSA. Доходы в этом регионе самые большие в Латинской Америке. Они оказывают определяющее влияние на экономическую направленность региона.
Если в 1981 году в Анако проживало только около 44 000 жителей, то в 2005 году их количество увеличилось в три раза и составило 117 605 жителей. Анако связана с транспортной сетью дорогой дальнего сообщения, идущей от Эль-Тигре до Барселоны. Кроме того, в Анако имеется аэропорт.
В 2009 году было подписано соглашение между Венесуэлой и Китаем о совместном строительстве скоростной железнодорожной линии Тинако — Анако протяжённостью 468 км.